# لاك بلون (كيبك)
لاك بلون (بالإنجليزية: Lac-Blanc, Quebec)‏ هي unorganized area of Canada تقع في كندا في Portneuf Regional County Municipality. يقدر عدد سكانها بـ 0 نسمة ومساحتها 567.80 كم2 .